# Музей изобразительных искусств Республики Карелия
Музей изобразительных искусств Республики Карелия — музей в городе Петрозаводске, основан в 1960 году.

## Общие сведения
Музей расположен в здании бывшей Олонецкой губернской мужской гимназии постройки 1790 года, которое является памятником федерального значения.
Музей был открыт для посещения 20 октября 1960 года. Первый директор — М. В. Попова (1927—2000). Основу музейного собрания составили произведения, переданные из Карельского государственного краеведческого музея. В дальнейшем музейная коллекция пополнялась произведениями переданными из Государственного Русского музея, Государственной Третьяковской галереи и Государственного Эрмитажа.
В музее представлены следующие экспозиции: Иконопись древней Карелии, Народное искусство Карелии, Искусство Карелии XX века, Русское искусство XVIII — начала XX веков, Российское искусство XX века, западноевропейское искусство. В общей сложности собрание музея насчитывает более 16000 единиц хранения, а фонд библиотеки насчитывает более 17000 документов.
Наибольший интерес представляют картины В. М. Васнецова «Распятие Христа» (1902), В. Д. Поленова «Пейзаж с рекой» (1888) и «Гористый берег Ояти», И. Е. Репина «Христос в Гефсиманском саду», И. И. Шишкина «Дорога в парке, туман», четыре картины И. К. Айвазовского, этюд И. Н. Крамского «Голова Христа» (1863), этюд И. И. Левитана «Пасмурный день» и другие.
В 2001 году проведена реконструкции здания музея под руководством директора музея Вавиловой Натальи Ивановны.
В 2019 году музею было предоставлено новое помещение для фондохранилища, что позволило на освободившихся 150 квадратных метрах создать новый раздел постоянной экспозиции «Вселенная Калевала» с использованием современных материалов и оборудования, где представлено более ста предметов «калевальской» коллекции музея, среди которых: неповторимые женские образы Тамары Юфа, акварели Георгия Стронка и Осмо Бородкина, линогравюры Мюда Мечева, живописные полотна Николая Брюханова.

## Коллекция музея
Коллекция МИИ РК представляет собой собрание произведений русского искусства от древней иконописи XV веков до работ современных художников, а также ряд произведений зарубежного искусства.

### Коллекция древнерусского искусства

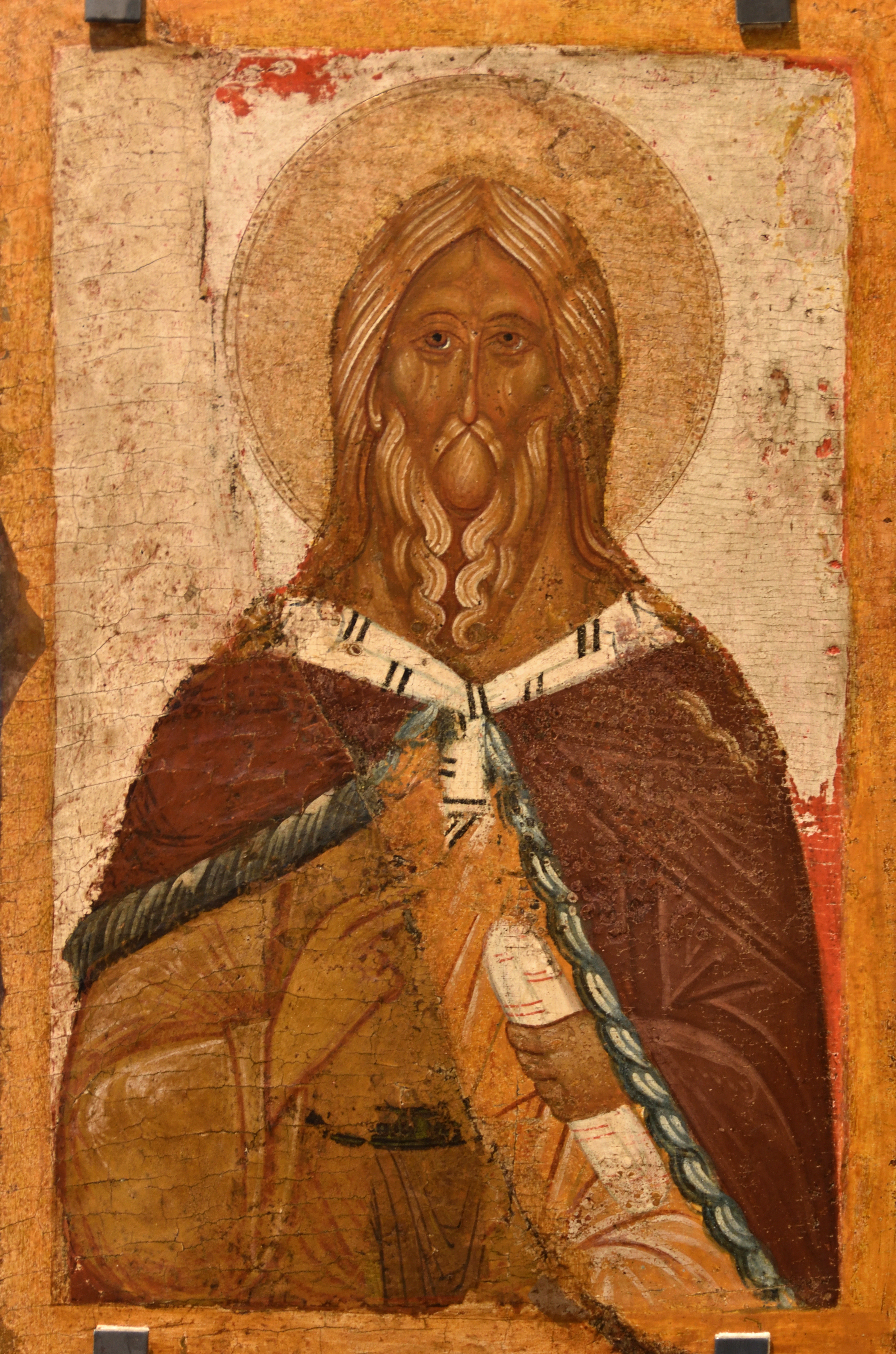
Из коллекции музея — Илья Пророк, 1-я половина XV века, из посёлка Пяльма Пудожского района республики Карелии

Фонд иконописи является одним из главных разделов коллекции музея и включает в себя около 2 500 экспонатов. Почти полностью он собран на территории современной Карелии, отражая развитие иконописи в двух исторических регионах Русского Севера — Обонежье и Западном Поморье.
Северная иконопись XVI в. представлена такими памятниками, как «Успение» из деревни Васильево, «Деисусный чин» из деревни Часовенской, «Святые Евстафий и Трифон» из деревни Пяльмы, «Суббота всех святых» из деревни Пебозеро и другими.
Основную часть коллекции древнерусского искусства составляет собрание икон XVII—XVIII вв. Особые стилевые группы составляют иконы местных мастеров из карельского Сегозерья, а также из Заонежья, Олонецкого края, Западного Поморья. В музее хранится небольшое собрание изделий из дерева. В основном это резные иконы-барельефы XVII—XIX вв. и старообрядческие иконы с изображением Голгофского креста.

#### Реставрационная деятельность
На современном этапе реставрации памятников древнерусского искусства музей закончил, за единичными исключениями, раскрытие произведений XV—XVI вв. Основные усилия реставраторов в данное время направлены на расчистку икон XVII—XIX столетий.

### Коллекция «Декоративно-прикладное искусство»
Коллекция народного искусства насчитывает более 2000 произведений. Она включает собрание костюма, вышивки, ткачества, резьбы и росписи по дереву, берестяную, медную и керамическую утварь, относящуюся к XIX — первой половине XX века, а также произведения современных народных мастеров.

### Коллекция «Русское искусство XVIII — начала XX вв.»
Фонд русского искусства представлен живописными, графическими, скульптурными произведениями (более 600 экспонатов). Большая часть произведений в коллекцию музея поступила в начале 1960-х годов из Эрмитажа, Русского музея, Третьяковской галереи, частных собраний. Золотым фондом коллекции являются холсты И. Шишкина, И. Левитана, В. Поленова, К. Коровина, А. Мещерского, А. Боголюбова и др. На протяжении долгих лет неизменный зрительский интерес сохраняется к произведениям знаменитого отечественного мариниста И. Айвазовского.

### Коллекция «Отечественное искусство XX века»
Коллекция насчитывает сегодня около четырёх тысяч произведений, созданных мастерами Москвы, Санкт-Петербурга (Ленинграда) и других художественных центров страны. Интерес музея к творчеству художников 1920—1930-х годов позволил собрать материал, отражающий сложный ход развития отечественного искусства, высветивший малоизвестные имена и уникальные явления. Гордостью коллекции являются произведения Михаила Цыбасова, Татьяны Глебовой, Алисы Порет, Павла Кондратьева — учеников Павла Филонова, крупнейшего представителя русского авангарда начала XX века.

### Коллекция «Искусство Карелии XX века»
Коллекция изобразительного искусства Карелии XX века насчитывает около 3 000 произведений и включает в себя живопись, скульптуру и графику, декоративно- прикладное и театрально-декорационное искусство. Она отражает исторический путь развития изобразительного искусства Карелии. Музеем собраны и научно обработаны уникальные коллекции, дающие представление о национальных и художественных традициях региона.

### Коллекция «Карело-финский эпос „Калевала“ в творчестве карельских, российских и зарубежных художников»
В Музее изобразительных искусств собрана уникальная коллекция произведений на темы карело-финского эпоса «Калевала». В настоящее время она насчитывает около 700 экспонатов. Основную её часть составляет книжная и станковая графика художников Карелии, Санкт-Петербурга и Москвы. «Калевальская» коллекция наиболее востребованная и подвижная часть фондов музея, она ежегодно показывается на выставках в музее, экспонаты коллекции принимают участие в международных проектах.

### Коллекция «Зарубежное искусство»
Коллекция произведений зарубежных художников начала формироваться с небольшой группы работ старых мастеров, поступивших из Национального музея Республики Карелия в 1960 году. Чуть позже коллекцию пополнили живописные и скульптурные работы, переданные из Эрмитажа и ГРМ. Украшением коллекции являются произведения нидерландских художников XVI—XVII веков Михила ван Кокси и Яна ван дер Хейдена «Сусанна и старцы» и «Городская площадь». Представляет интерес небольшое собрание фарфора европейских мануфактур Мейсен и Севр.